# Behind My Camel
Behind My Camel – utwór instrumentalny z 1980 roku nagrany przez brytyjski zespół The Police, który wydano na albumie Zenyatta Mondatta. Autorem kompozycji jest Andy Summers, która jest jedynym napisanym przez niego utworem na albumie.
W 1982 roku zespół The Police został uhonorowany nagrodą Grammy w kategorii Best Rock Instrumental Performance za ten utwór.
Podczas sesji nagraniowej Sting odmówił zagrania partii instrumentalnych w utworze „Behind My Camel”, więc Summers zagrał na gitarze basowej. W 2012 roku Summers stwierdził, że przy graniu takich gam, jak w tej kompozycji, muzyka brzmi jakby była w stylu arabskim, ale też trochę nawiązuje do flamenco.

## Oceny i komentarze
Według recenzentów „Classic Rock Review” instrumentalna kompozycja „Behind My Camel” jest najbardziej kontrowersyjną ścieżką na albumie Zenyatta Mondatta. Autor dodał, że ten instrumental to „czysto teatralny, warkotliwy i napędzany gitarą utwór”, który nie przypomina nic innego na albumie.
W recenzji albumu w australijskiej gazecie muzycznej „RAM” („Rock Australia Magazine”) napisano, że „Behind My Camel” to ponury instrumentalny utwór i umieszczenie go na płycie bardziej podyktowane było zwiększeniem autorskiego honorarium niż z nagrywaniem wysokiej klasy albumu.

### Wypowiedzi członków the Police
Sting

Nienawidziłem tego utworu tak bardzo, że pewnego dnia, będąc w studio, znalazłem taśmę leżącą na stole i wziąłem ją na tyły studia i istotnie zakopałem ją w ogrodzie.

Stewart Copeland

Tak jak wykolegowany nieustannie się czułem w tym zespole, zawsze mogłem pocieszyć się faktem, że bardziej niż ja to Andy został oszukany na tym drobnym instrumentalu. Sting nawet się nie pokwapił, by na nim zagrać. Andy zagrał zarówno na basie, jak i gitarach, a ja grałem w tym utworze tylko dlatego, że nie było nikogo innego, kto mógłby zagrać na perkusji.

## Personel
Źródło: 
- Andy Summers – gitara basowa, gitary
- Stewart Copeland – perkusja

## Inne wersje
W 1998 roku amerykański zespół funk metalowy Primus wydał na epce Rhinoplasty (z coverami) własną wersję „Behind My Camel”.